# Alain Caparros
Alain Caparros (* 17. September 1956 in Tiaret, Département Oran, Frankreich, heute Algerien) ist ein ehemaliger deutscher Manager französischer Herkunft.

## Leben
Caparros' Urgroßvater war nach Algerien ausgewandert, sein Vater arbeitete in Algerien als Mühlenbetreiber (Müller). Er wuchs in Französisch-Nordafrika auf und floh 1962 im Zuge des algerischen Unabhängigkeitskrieges zusammen mit seinen Eltern nach Pont-à-Mousson in Frankreich. Er besuchte eine Jesuitenschule und studierte Betriebswirtschaftslehre bis 1981 an der Universität des Saarlandes und der Universität Metz. Bis 1994 war er bei der Groupe Yves Rocher angestellt, zuletzt ab 1991 als Vizepräsident. Anschließend war er bis 1999 Regionaler Geschäftsführer der Niederlassung Paris – Dammartin bei Aldi Frankreich, ab 1999 Vorstandsvorsitzender von Aldi Service Plus (ASP), dem französischen Marktführer in der Gastronomiebelieferung.
Ab 2000 gehörte er zugleich der Geschäftsführung des Schweizer ASP-Gesellschafters Bon Appetit Group, die 2003 von der REWE Group übernommen wurde, an, zuletzt als deren CEO. Ab 1. Juli 2004 war er Mitglied der REWE-Unternehmensleitung in Köln, seit 2006 Vorstandsvorsitzender der REWE Group.
Im Oktober 2010 wurde er von der Berggruen Holding in den Aufsichtsrat von Karstadt berufen und zu dessen Vorsitzenden gewählt. Am 11. April 2011 trat er mit sofortiger Wirkung von diesem Posten zurück. Wenige Tage später kritisierte er öffentlich Nicolas Berggruen und dessen Pläne, Karstadt zu spalten.
Ab Anfang 2014 war Caparros außerdem Präsident der Core, einer Beschaffungsallianz europäischer Einzelhandelsketten, in der auch die Rewe Group vertreten war. Bereits 2015 verließ REWE Core wieder, um eine Allianz mit E.Leclerc einzugehen. Caparros bat die REWE-Aufsichtsräte um Beendigung seines Mandates als Vorstandsvorsitzender zum 30. Juni 2017. Die Aufsichtsräte kamen dieser Bitte nach; Anfang Juli 2017 wurde Lionel Souque neuer Vorstandsvorsitzender der REWE Group. Caparros wechselte zum Bekleidungsunternehmen C&A. Am 20. März 2019 wurde bekannt, dass er seinen Chefposten bei C&A aus gesundheitlichen Gründen abgibt; er hatte im Herbst 2018 einen Herzinfarkt erlitten.

### Privates
Im September 2015 erhielt Caparros die deutsche Staatsbürgerschaft. Er lobte die deutsche Flüchtlingspolitik als „Leuchtturm der Humanität in Europa“ und schäme sich heute dafür, aus Frankreich zu kommen.
Seinen Führungsstil bezeichnet er selbst als „hart, aber nur in der Sache“. Zugleich hält er Emotionen in seiner Arbeit für unabdingbar – sein Umfeld zu mögen und sich für seine Mitarbeiter zu interessieren.
Alain Caparros ist verheiratet, Vater von drei Kindern und lebt in Düsseldorf.